# 鯉灣天下
22°17′33″N 114°14′15″E / 22.29263°N 114.23745°E

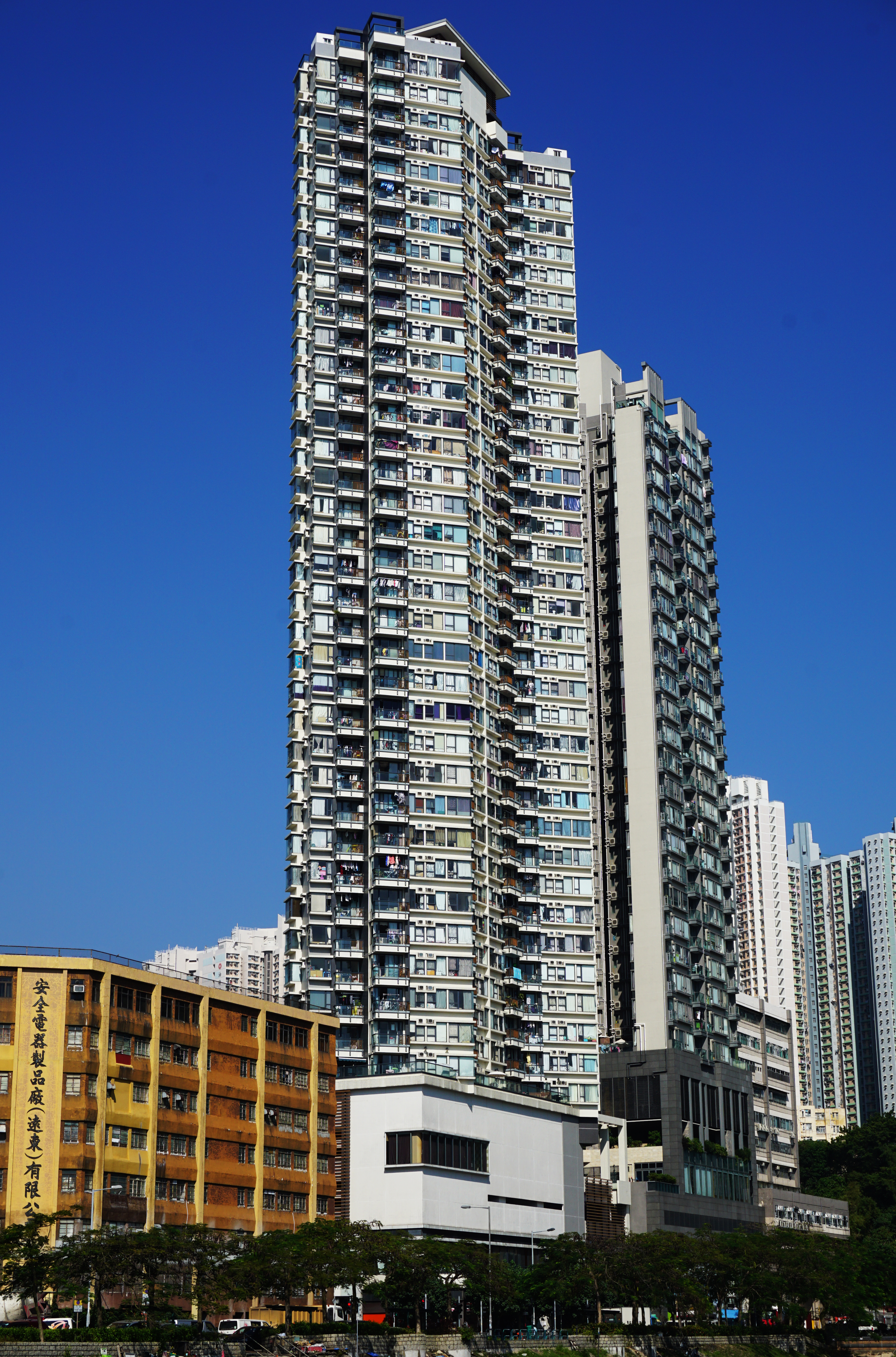
鯉灣天下正面

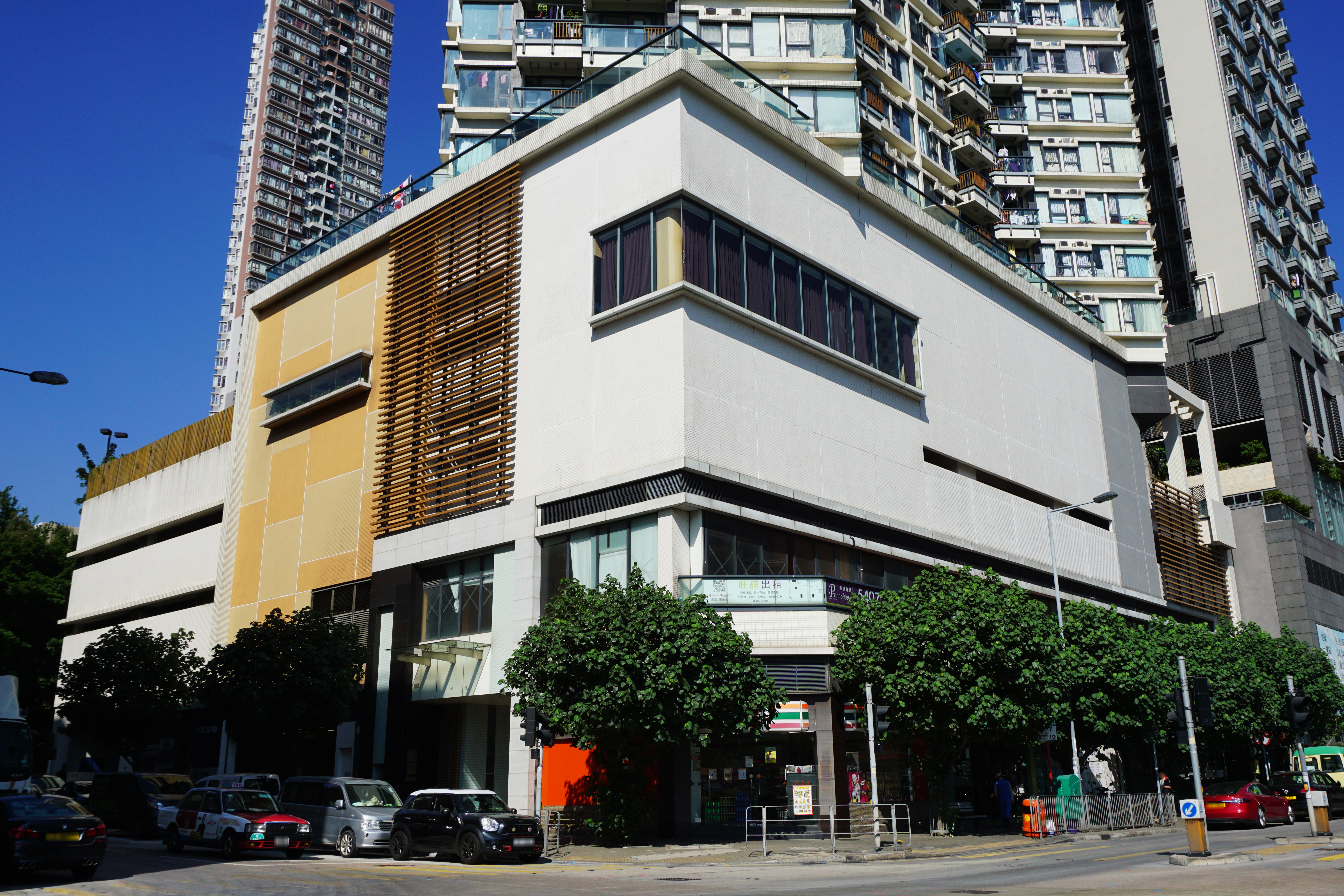
鯉灣天下基座

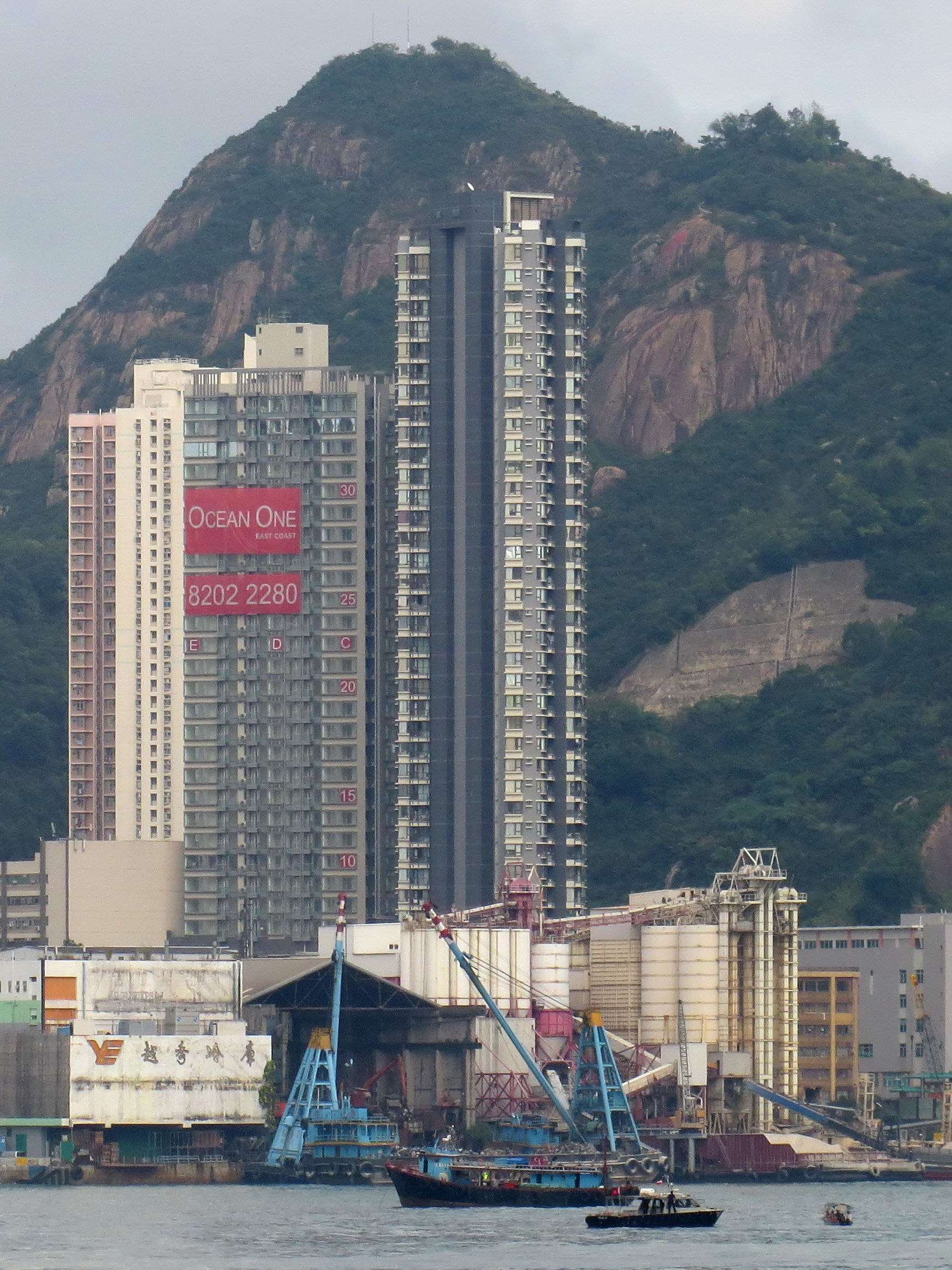
鯉灣天下背面，後方為炮台山

鯉灣天下（英語：Canaryside），位於香港九龍油塘崇信街8號（油塘內地段第21號之餘段），為九龍東的單幢住宅，樓高共35層，發展商為泛海集團，所在地段為「項目提供210伙，建築面積由530方呎至890方呎。物業設有商舖、停車場和近3萬方呎住客會所，設施包括85呎長戶外泳池、羽毛球場、健身室、卡拉 OK室、小型影院、兒童遊樂場等，為油塘首個新發展項目。
2013年1月，鯉灣天下的地下5及6號舖及一樓零售樓層獲飲食集團富臨集團斥1.6億港元洽購，面積逾2萬平方呎，平均呎價逾8,000元，登記買家是中泉發展有限公司，其董事是楊維。

## 毗鄰
- 鯉魚門廣場
- 大本型
- 油塘中心
- 鯉魚門邨
- Ocean One
- 嘉賢居
- 海傲灣
- 油美苑及油翠苑
- 高翔苑
- 高怡邨
- 高俊苑
- 油塘邨
- 油麗邨
- 高宏苑
- 高曦苑
- Peninsula East
- 油塘工業區
- 鯉魚門
  - 三家村避風塘
  - 三家村碼頭
  - 鯉魚門市政大廈
  - 三家村
  - 馬環村
  - 安里西村
  - 馬背村
  - 輋頂村
  - 賽馬會鯉魚門創意館（前海濱學校）
  - 鯉魚門天后廟
  - 魔鬼山炮台
  - 鯉魚門燈塔
- 曦臺
- 蔚藍東岸
- 朗譽
- 親海駅
- 東源街16號項目
- 油塘灣項目
- 油塘通風樓項目
- 四山街8號項目

## 工業意外
現址前身為6層高的海貿中心工業大廈，2001年拆卸期間曾發生導致6死8傷的倒塌事故。